# Ruse (gmina)
Ruse (bułg. Община Русе) – gmina w północnej Bułgarii, w obwodzie Ruse.

## Miejscowości
Miejscowości wchodzące w skład gminy Ruse:
- Basarbowo (bułg.: Басарбово),
- Byzyn (bułg.: Бъзън),
- Chotanca (bułg.: Хотанца),
- Czerwena woda (bułg.: Червена вода),
- Dołno Abłanowo (bułg.: Долно Aбланово),
- Jastrebowo (bułg.: Ястребово),
- Marten (bułg.: Мартен),
- Nikołowo (bułg.: Николово),
- Nowo seło (bułg.: Ново село),
- Prosena (bułg.: Просена),
- Ruse (bułg.: Русе),
- Sandrowo (bułg.: Сандрово),
- Semerdżiewo (bułg.: Семерджиево),
- Tetowo (bułg.: Тетово).